# 约翰·格勒蒂姆斯布罗滕
约翰·格勒蒂姆斯布罗滕（挪威語：Johan Grøttumsbråten，1899年2月24日—1983年1月24日），挪威男子越野滑雪、北欧两项运动员。他曾代表挪威参加1924年、1928年和1932年冬季奥林匹克运动会，获得三枚金牌、一枚银牌和二枚铜牌。